# Pattinaggio di velocità agli VIII Giochi asiatici invernali - 5000m femminile
La gara dei 5000m femminili si è svolta il 22 febbraio 2017 al Meiji Hokkaido-Tokachi Oval di Sapporo in Giappone.

## Risultati
| Rank | Pair | Atleta            | Tempo   | Note |
| ---- | ---- | ----------------- | ------- | ---- |
| 1    | 3    | Kim Bo-reum       | 7:12.58 |      |
| 2    | 3    | Han Mei           | 7:15.94 |      |
| 3    | 2    | Mai Kiyama        | 7:16.24 |      |
| 4    | 4    | Maki Tabata       | 7:23.21 |      |
| 5    | 4    | Park Do-yeong     | 7:28.09 |      |
| 6    | 2    | Guo Dan           | 7:37.90 |      |
| 7    | 1    | Yelena Urvantseva | 7:56.60 |      |